# Ryza Cenon
Rhiza Ann Cenon Simbulan (Nueva Ecija, 21 de dezembro de 1987) é um atriz filipina.

## Filmografia

### Televisão
| Televisão | Televisão                        | Televisão                       | Televisão   |
| --------- | -------------------------------- | ------------------------------- | ----------- |
| Ano       | Título                           | Papel                           | Rede        |
| 2005      | Darna                            | Louella / Divas Impaktitas      | GMA Network |
| 2006      | Majika                           | Sara / Pria                     | GMA Network |
| 2006      | Fantastikids                     | Annabel                         | GMA Network |
| 2007      | Fantastic Man                    | Wena                            | GMA Network |
| 2009      | Gagambino                        | Ada                             | GMA Network |
| 2009      | Rosalinda                        | Abril Del Castillo              | GMA Network |
| 2010      | Koreana                          | Darlene Roces                   | GMA Network |
| 2010      | Bantatay                         | Regine                          | GMA Network |
| 2011      | Machete                          | Marla Lucero / Aginaya / Bugana | GMA Network |
| 2011      | Time of My Life                  | Rochelle                        | GMA Network |
| 2012      | Luna Blanca: Ang Ikalawang Yugto | Ashley Alvarez                  | GMA Network |
| 2012      | Legacy                           | Juliet                          | GMA Network |
| 2012      | Aso ni San Roque                 | Grace Santos                    | GMA Network |
| 2013      | Indio                            | Isabel Alfonso                  | GMA Network |
| 2013      | Adarna                           | Mikay                           | GMA Network |
| 2014      | Innamorata                       | Priscilla Manansala             | GMA Network |
| 2015      | Buena Familia                    | Vaness Castro                   | GMA Network |
| 2016      | Alyas Robin Hood                 | NancyBenitez                    | GMA Network |
| 2016      | Ika-6 na Utos                    | Georgia Ferrer                  | GMA Network |
| 2018      | FPJ's Ang Probinsyano            | Aubrey Hidalgo                  | GMA Network |

### Filmes
| Filme | Filme                               | Filme   | Filme                 | Filme |
| ----- | ----------------------------------- | ------- | --------------------- | ----- |
| Ano   | Título                              | Papel   | Produção de filmes    |       |
| 2005  | LoveStruck                          | Myka    |                       |       |
| 2012  | Migrante                            | Mila    |                       |       |
| 2016  | Enteng Kabisote 10 and the Abangers | Georgia | OctoArts Films        |       |
| 2016  | Ang Manananggal sa Unit 23B         | Jewel   | The IdeaFirst Company |       |